# Мар’їнський (Калузька область)
Мар’їнський (рос. Марьинский) — село в Думіницькому районі Калузької області Російської Федерації.
Населення становить 2 особи. Входить до складу муніципального утворення Присілок Дубровка.

## Історія
Від 2004 року входить до складу муніципального утворення Присілок Дубровка.

## Населення
| 2002 | 2010 |
| ---- | ---- |
| 12   | ↘2   |